# Ridgeville (Indiana)
Ridgeville – miasto w Stanach Zjednoczonych, w stanie Indiana, w hrabstwie Randolph.

## Znane osoby
W miejscowości urodził się Wendell Meredith Stanley, amerykański profesor biochemii Uniwersytetu Kalifornijskiego.